# حاسوب ألعاب
حاسوب الألعاب (بالإنجليزية: Gaming PC)‏ ويعرف أيضًا بحاسوب الألعاب الشخصي وهو حاسوب شخصي بإمكانه تشغيل ألعاب الفيديو التي تتطلب إمكانيات حاسوبية عالية. وتشبه حواسيب الألعاب بشكل كبير الحواسيب الشخصية، مع الاختلاف الأبرز في إضافة بطاقة رسوميات ومعالج مخصصين للألعاب. غالبا ما ترتبط حواسيب الألعاب بـعشق الحوسبة بسبب تداخل المصالح. ولكن، في حين بُني حاسوب الألعاب لتحقيق الأداء الفعلي للألعاب، يتم بناء أجهزة عشق الحوسبة لتعظيم الأداء، وذلك باستخدام الألعاب كمعيار. الفرق بين الاثنين يحمله تفاوت كبير في تكلفة النظام. في حين أن أجهزة عشق الحوسبة راقية، ويمكن تقسيم أجهزة الألعاب إلى المتدنية، والمتوسطة النطاق، والراقية. وبعكس الاعتقاد الخاطئ الشائع بأن حاسوب الألعاب يرتبط ارتباطًا وثيقًا بأجهزة عشق الحوسبة عالية الثمن، يكسب مصنعين بطاقة العرض المرئي الجزء الأكبر من إيراداتهم من العروض المنخفضة والعروض متوسطة النطاق.
بسبب تنوع الأجزاء التي يمكن أن تندرج تحت حاسوب بُني خصيصًا للعب ألعاب الفيديو، عادة ما تكون أجهزة حاسوب الألعاب مصنوعة خصيصًا، بدلاً من تجميعها مسبقًا، إما عن طريق هواة الألعاب والأجهزة أو من قبل شركات مثل ألين وير، وGateway، وVoodooPC، وV3 Gaming PC، وLanSlide Gaming PC، وOrigin PC التي تتخصص في إنتاج آلات لعب مخصصة. ومن أجل إثارة الاهتمام، غالبًا ما ينتج مصنعي حواسيب الألعاب التي تبيع نظم كاملة نماذج متاجر، مما يسمح لهم بالتنافس على التصميم الجمالي بالإضافة إلى الأجهزة الداخلية.
أسعار الأجهزة المعدة للألعاب أغلى من غيرها وكذلك أغلى من أجهزة ال Playstation وال Xbox بالأخص لوجود كرت العرض الشاشة الخاص، ولكن من ناحية أخرى تعطي حواسيب الألعاب تجربة أغنى من ناحية الرسومات.

## الأجهزة
تاريخيًا، كانت أجهزة حاسوب الألعاب تتميز بمكونات أجهزة تميزها عن غيرها من الحاسوب الشخصي النموذجي. وبدأ السعي من أجل رسومات أفضل ودقة الألوان، من أنظمة عرض مثل سي جي آي والتي تطورت في نهاية المطاف إلى منظومة عرض مرئي، والتي اعتمدت في السوق. كما دفعت الألعاب أيضا لاعتماد بطاقات الصوت، وهو المكون الذي تم دمجه حالياً في اللوحة الأم.
وفي الثمانينيات، اكتسبت عدة منصات غير متوافقة مع أجهزة حاسوب آي بي إم الشخصية شعبية بسبب الرسومات المتقدمة وقدرات الصوت، وأبرزها كومودور 64 وأميغا. وقد استهدف مطوري حاسوب الألعاب في هذا الوقت هذه المنصات لألعابهم، على الرغم من أنهم يوازوا ألعابهم بعد ذلك إلى الحاسوب الشخصي الأكثر شيوعًا وأيضًا منصات أبل. وكان صخر أيضًا ذات شعبية في اليابان، حيث سبق ثورة نظام لعبة فيديو.
كما ساعدت مجموعات الشبكة المحلية في تشجيع استخدام بطاقة الشبكة وأجهزة التوجيه. وتستخدم هذه المعدات الآن من قبل غير اللاعبين ذو برودباند إنترنت لمشاركة الاتصال مع العديد من الحواسيب في المنزل. ومثل بطاقات الصوت، تم دمج محولات الشبكة الآن في اللوحة الأم.
في العصر الحديث، الفرق الرئيسي بين حاسوب الألعاب والحاسوب الشخصي النموذجي هو إدراج بطاقة الفيديو الموجهة، التي تستضيف وحدة معالجة الرسوميات. وتدعم بعض اللوحات الأم ما يصل إلى أربعة بطاقات فيديو من خلال واجهة توصيل قابلة للتوسع أو إيه تي أي كروس فير. ومع ذلك، عادةً ما تعتبر هذه التكوينات كفضول للهواة وليس بديلاً مفيدًا لدورات تحديث بطاقة واحدة.
كما تم تجهيزات في وحدة معالجة الفيزياء، على الرغم من استحواذ مع إنفيديا على فيزايكس واستحواذ إنتل على هافوك، فان هناك خطط لجمع هذه الوظيفة مع وحدة المعالجة المركزية أو تقنيات وحدة معالجة الرسوميات.

## حاسوب الألعاب المُصنع حسب المواصفات
في حين أن العديد من اللاعبين «المتشددين» بنوا أجهزة الألعاب الخاصة بهم بأنفسهم، اختار البعض أجهزة الألعاب التي سبق إنشاؤها أو المبنية حسب الطلب. وغالباً ما تكون هذه الحواسيب الشخصية أكثر كلفة من بناء واحد، مع ارتفاع أقساط التأمين المرفقة على الماركات الراقية مع تفاوت مستويات خدمة العملاء. تقدم شركات مختلفة درجات متفاوتة من التخصيص، وبعضها يكون تقريباً بنفس قدر بناء جهاز بنفسه. غير أن هناك عيوب في بناء الجهاز الخاص. فتجميع الحاسوب يعني أن يكون الشخص مسؤولاً شخصيًا عن أي مشاكل قد تنشأ، سواءً خلال مرحلة التجميع، وبعد ذلك في الاستخدام المنتظم. وبدلاً من استخدام خط ساخن واحد للدعم التقني لتغطية كامل النظام الخاص بك، غالباً ما سيكون عليك التعامل مع مصنعي فرديين.
ونظراً للتناقضات الواسعة في دعم ما بعد الشراء من مصنعي المكونات، فإن محاولة الحصول على دعم يمكن أن يصبح مهمة شاقة حتى بالنسبة لأكثر الأشخاص صبرًا. دعم العملاء هو سبب رئيسي لبحث هواة الألعاب المتشددين لنظام تكامل للأجهزة الخاصة بهم. وهناك جوانب إيجابية عديدة في اختيار بناء نظام خاص، حيث لا تتبع تكوينات معينة. وسعر المكونات الفردية غالباً ما يكون أفضل، وبالتالي يوفر الكثير من المال بالنسبة لنظام مماثل تم صنعه مُسبقاً.

## حاسوب الألعاب المحمول
الحاسوب المحمول المخصص للألعاب هي البديل المحمول من حاسوب الألعاب المكتبي وعادة ما يكون أكثر تكلفة من نظرائهم المكتبيين. حالياً، معظم أجهزة حواسيب الألعاب المحمولة تظهر إصدارات أكثر كفاءة في استهلاك الطاقة من بطاقات العرض المرئي الراقية، والتي لا تزال تستنزف بشكل كبير عمر البطارية، وتستلزم أنظمة تبريد أكثر تقدمًا. وأحد التطورات الأخيرة التي قدمتها إنفيديا هي واجهة توصيل قابلة للتوسع لأجهزة الحاسوب المحمولة. وبشكل عام، لا تعتبر أجهزة حواسيب الألعاب المحمولة «منصات» كما يمكن للمصطلح أن يشير أيضاً إلى الحجم الفعلي للنظام. وأجهزة حاسوب الألعاب المحمولة الجديدة يمكن أن تحقق أداء محترم للألعاب، ولكن لا تطابق تماماً أجهزة الحاسوب التقليدية في المقارنة بين الفئات، ومعظمها لايظهر تحديثات في بطاقات العرض المرئي.
نظراً لصغر حجم المكان النسبي الذي يتسع للأجهزة، فتبريد حرارة المكونات هو مشكلة رئيسية تؤثر على أداء أجهزة الحاسوب المحمولة، وهو ما يتسبب عادةً في تدهور القيمة المادية مقابل الأداء. ومحاولات استخدام الأجهزة بنفس أداء الأجهزة المكتبية عادةً ما يؤدي إلى انخفاض قدرة تبريد رقائق الجرافيك، مما يؤدي إلى تدهور القيمة المادية مقابل الأداء.
وأحدث اتجاه في مجال صناعة حاسوب الألعاب هو خلق شكل صغير من الأجهزة المكتبية التي يسهل نقلها. ويوجد عدة شركات تعمل على توفير خطوط تتخصص في هذه الحواسيب.
هنالك خطين لانتاج حواسيب الألعاب المحمولة الأول يتمثل بشركات متخصصة فقط بإنتاج حواسيب الألعاب المحمولة مثل Alienware و Razer والخط الثاني شركات تنتج اجهزة محمولة عامة الاستخدام بالإضافة إلى خطوط انتاج متخصصة بحواسيب الألعاب المحمولة مثل ASUS Republic of Gamers.